# Freccia del Brabante 2013
La Freccia del Brabante 2013, cinquantatreesima edizione della corsa, valida come evento del circuito UCI Europe Tour 2013 categoria 1.HC, fu disputata il 10 aprile 2013 per un percorso di 199,9 km. Fu vinta dallo slovacco Peter Sagan, al traguardo in 4h45'05" alla media di 42,071 km/h.

## Squadre e corridori partecipanti
| Cod. | Squadra                             |
| ---- | ----------------------------------- |
| EUC  | Team Europcar                       |
| BMC  | BMC Racing Team                     |
| CAN  | Liquigas-Cannondale                 |
| GRS  | Garmin-Sharp                        |
| KAT  | Katusha Team                        |
| LBT  | Lotto-Belisol Team                  |
| OPQ  | Omega Pharma-Quickstep Cycling Team |
| RLT  | RadioShack-Leopard                  |
| ARG  | Argos-Shimano                       |
| SAX  | Team Saxo-Tinkoff                   |

| Cod. | Squadra                          |
| ---- | -------------------------------- |
| VCD  | Vacansoleil-DCM Pro Cycling Team |
| ACC  | Accent Jobs - Wanty              |
| TNE  | Team NetApp-Endura               |
| CSS  | Champion System                  |
| COF  | Cofidis Solutions Credits        |
| LAN  | Crelan-Euphony                   |
| IAM  | IAM Cycling                      |
| MTN  | MTN-Qhubeka                      |
| CCC  | CCC Polsat Polkowice             |

## Ordine d'arrivo (Top 10)
| Pos. | Corridore         | Squadra       | Tempo    |
| ---- | ----------------- | ------------- | -------- |
| 1    | Peter Sagan       | Cannondale    | 4h45'05" |
| 2    | Philippe Gilbert  | BMC           | s.t.     |
| 3    | Björn Leukemans   | Vacansoleil   | a 4"     |
| 4    | Sylvain Chavanel  | Omega Pharma  | a 9"     |
| 5    | Simon Geschke     | Argos-Shimano | s.t.     |
| 6    | Greg Van Avermaet | BMC           | a 11"    |
| 7    | Davide Malacarne  | Europcar      | a 17"    |
| 8    | Stijn Devolder    | RadioShack    | a 19"    |
| 9    | Paul Voss         | NetApp        | a 22"    |
| 10   | Kenny Dehaes      | Lotto         | a 25"    |